# Virginia Valley
Das Virginia Valley ist ein hoch gelegenes Tal im ostantarktischen Viktorialand. In der Olympus Range liegt es östlich des Wall Valley zwischen dem nördlichen Teil des Mount Electra im Westen sowie Mount Circe und Mount Dido im Osten. Nach Norden öffnet es sich zum McKelvey Valley.
Das Advisory Committee on Antarctic Names benannte es 2004 nach dem Bodenbiologen Ross A. Virginia vom Dartmouth College, der zwischen 1989 und 2002 in 13 Feldforschungskampagnen in den Antarktischen Trockentälern tätig war.